# Nikodim Pawlowitsch Kondakow

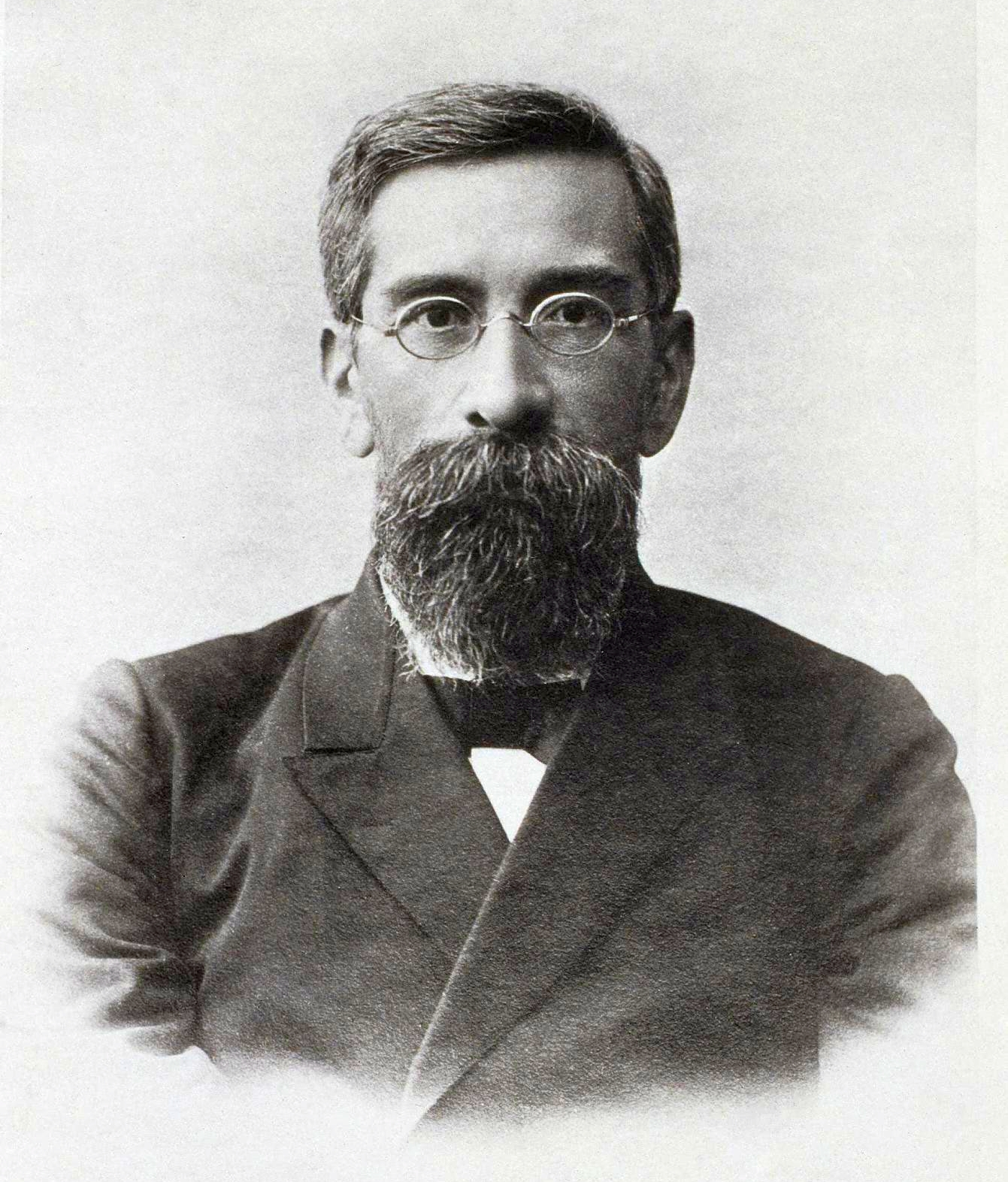
Nikodim Pawlowitsch Kondakow

Nikodim Pawlowitsch Kondakow (russisch Никодим Павлович Кондаков, wiss. Transliteration Nikodim Pavlovič Kondakov; * 13. November 1844 in Chalan, Gouvernement Kursk; † 17. Februar 1925 in Prag) war ein russischer Kunsthistoriker, der zu den Begründern der Erforschung der byzantinischen Kunstgeschichte gehört.
Kondakow studierte 1861 bis 1865 an der Lomonossow-Universität bei dem Slawisten, Literatur- und Kunsthistoriker Fedor Iwanowitsch Buslajew (1818–1897) und lehrte 1870 bis 1888 an der Universität von Odessa. Seine erste Veröffentlichung erfolgte 1876 über byzantinische illuminierte Handschriften. Ab 1888 lehrte er an der Universität in Sankt Petersburg. Er beschäftigte sich dort insbesondere mit frühmittelalterlicher russischer Kunst. Auch lehrte er an den Bestuschew-Kursen für Frauen. 1891 führte er eine archäologische Expedition nach Palästina und Syrien durch, an der auch der Maler Alexei Danilowitsch Kiwschenko teilnahm. 1900 bis 1917 lehrte er an der Akademie der Künste in Sankt Petersburg bzw. Petrograd. 1900 wurde er ordentliches Mitglied der Russischen Akademie der Wissenschaften. Nach der Oktoberrevolution ging er 1920 nach Prag und lehrte dort an der Universität.
Zu seinen Schülern gehören André Grabar, Dmitri Wlassewitsch Ainalow, Michael Rostovtzeff und Jakow Iwanowitsch Smirnow.

## Veröffentlichungen (Auswahl)
- Drevnjaja architektura Gruzii. Moskva, Sinodal'noj 1876.
- Istorija vizantijskago iskusstva i ikonografii po miniatjuram greceskich rukopisej. Odessa 1876. (Zapisok' Imperatorskago Novorossijskago Universiteta 21).
- Les sculptures de la porte de Sainte-Sabine a Rome. In: Revue archéologique 2. Série = N.S. 33, 1876, S. 361–372.
- Vizantijskija cerkvi i pamjatniki Konstantinopolja. Odessa, Tip. A. Sud'ce 1886. (Nachdruck Moskau, Indrik 2006, ISBN 5-85759-348-4)
- Histoire de l'art byzantin: considéré principalement dans les miniatures. 2 Bände. Paris, Libr. de l'Art 1886-91.
- O fres kachlěstnicy Kievo-Sofijskogo sobora. Sankt-Petersburg, Imp. akademija nauk 1888. (Zapiski Imperatorskago Russkago archeolog. obšč. 3).
- Opis' pamjatnikov' drevnosti v nekotorych chramach i monastyrjach Gruzii. Sankt-Peterburg 1890.
- Ukazatel' otdělenija srednich věkov i epochi vozroždenija. Sankt-Peterburg, A. Benke 1891.
- mit Iwan Iwanowitsch Tolstoi: Russkija drevnosti v pamjatnikach iskusstva [Das russische Altertum in seinen Kunstdenkmälern]. 6 Bände, A. Benke, Sankt-Petersburg 1889–1899
  - französische Übersetzung der ersten drei Bände: Antiquités de la Russie meridionale. 2 Bände, Leroux, Paris 1891–1893.
- Geschichte und Denkmäler des byzantinischen Emails. Frankfurt am Main 1892.
- Russkie klady : izslědovanie drevnostej velikoknjažeskago perioda. Sankt-Peterburg, Tipografija Glavnago Upravlenija Udělov' 1896.
- Ikony sinajskoj i af'onskoj kollekcij Preosv : Porfirija ; izdavaemyja v lično im izgotovlennych. Sankt-Peterburg, Prodaestja v knižnom sklad' [u. a.] 1902.
- Pamjatniki christianskago iskusstva na Afone. Sankt-Peterburg 1902.
- Zoomorfyčeskie inicialy grečeskich i glagoličeskich rukopisej X-go – XI-go stol. v bibliotekě Sinajskago monastyrja. Sankt-Petersburg, Skorochodov 1903. (Pamjatniki drevnej pis'mennosti L 21).
- Ikonografija Gospoda Boga i Spasa našego Iisusa Christa : istoričeskij i ikonografičeskij očerk. Sankt-Peterburg 1905. (Licevoj ikonopisnyj podlinnik ; 1).
- Izobraženija russkoj knjažeskoj sem'i v' miniatjurach' XI věka. Sankt-Petersburg, Imperatorskaja Akademija nauk' 1906.
- Makedonija: archeologičeskoe putešestvie. Sankt-Petersburg, Imperatorskaja Akademija nauk 1909.
- Ikonografija Bogomateri. 2 Bände. Sankt-Peterburg, Izd. Imp. Akad. Nauk 1914-15.
- The Russian icon. Oxford, Clarendon Press 1927.
- Russkaja ikona. 4 Teile. Prag, Seminarium Kondakovianum 1928-33.
- Ocerki i zametki po istorii srednevekovago iskusstva i kul'tury = Prispevky k dejinam stredovekého umeni a kultury. Prag, Cesk. Akad. Nauk i Iskusstv 1929.